# Condylostylus ornaticauda
Condylostylus ornaticauda är en tvåvingeart som beskrevs av Van Duzee 1931. Condylostylus ornaticauda ingår i släktet Condylostylus och familjen styltflugor. Inga underarter finns listade i Catalogue of Life.